# Flamenco occidental

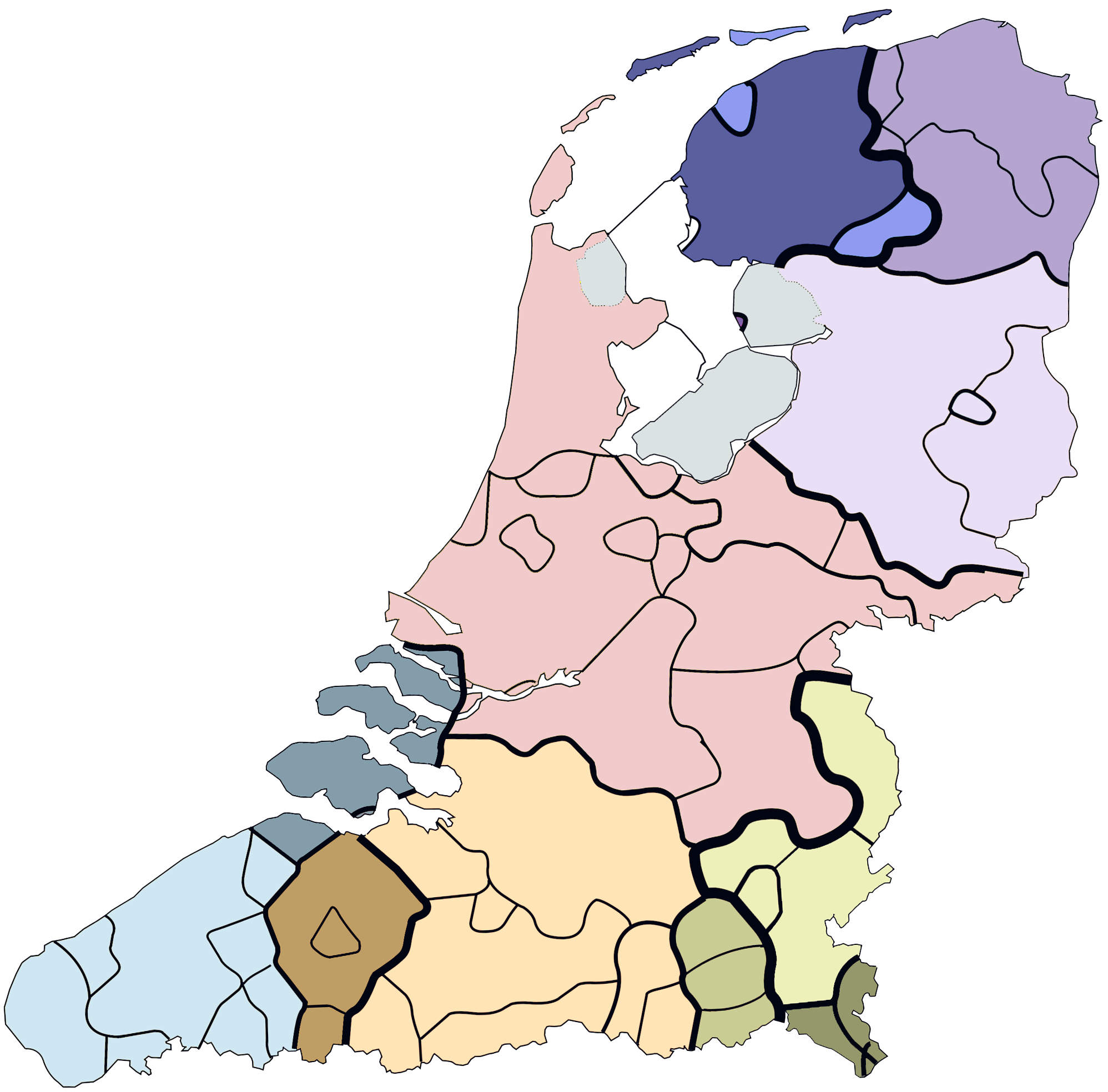
Posición del flamenco occidental (color azul claro) entre las demás lenguas minoritarias, lenguas regionales y dialectos de Bélgica, los Países Bajos y el departamento francés de Norte

el Flamenco Occidental (West-Vlams o West-Vloams o Vlaemsch en Flandes francés; en neerlandés: West-Vlaams; en francés: flamand occidental) es una colección de variedades de Baja Franconia habladas en el oeste de Bélgica y las zonas vecinas de Francia y los Países Bajos.
El flamenco occidental es hablado por alrededor de un millón de personas en la provincia belga de Flandes Occidental, y por otras 50.000 en el vecino distrito costero neerlandés de Flandes zelandés (200.000 si se incluyen los dialectos estrechamente relacionados del zelandés) y entre 10.000 y 20.000 en la parte norte del departamento francés de Norte.[cita requerida] Algunas de las principales ciudades donde se habla ampliamente el flamenco occidental son Brujas, Dunkerque, Cortrique, Ostende, Roeselare e Ypres.

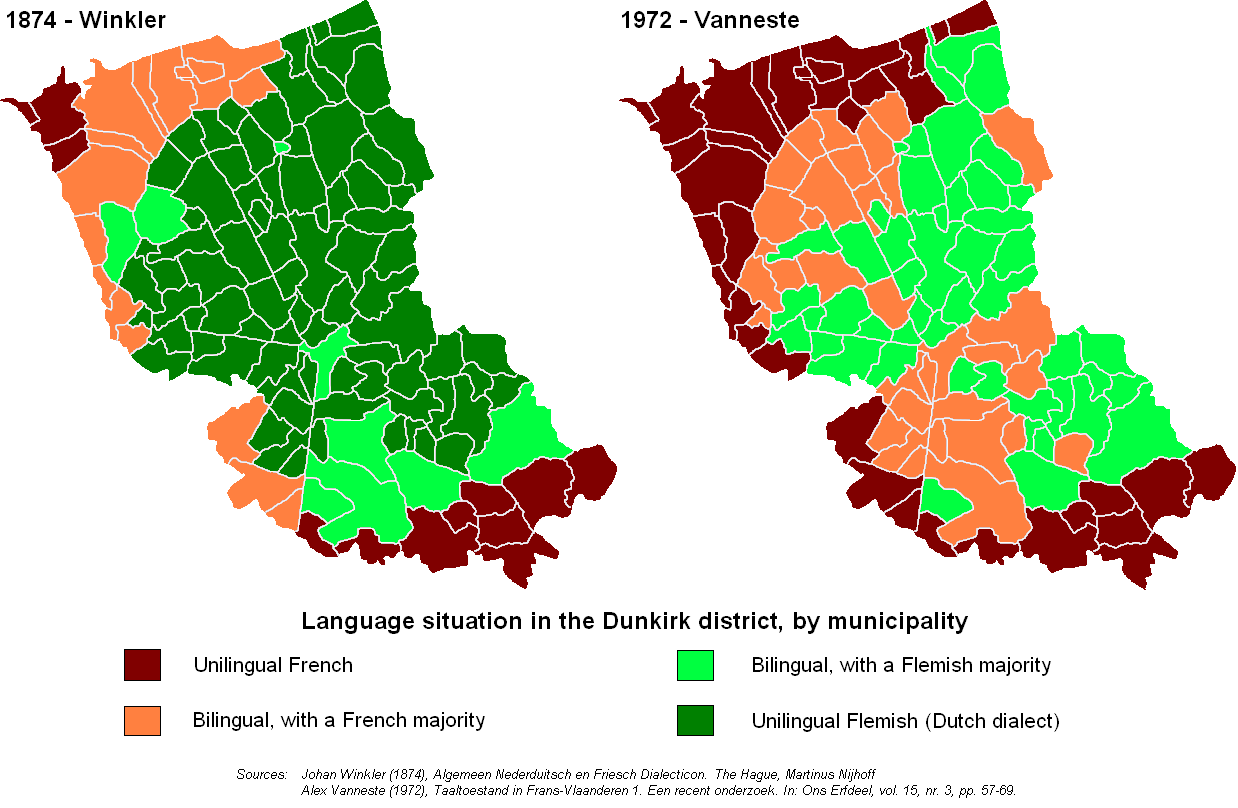
Flamenco (verde) y francés (rojo/marrón) tal como se hablaban en el distrito de Dunkerque en Francia, en 1874 y 1972

El flamenco occidental está catalogado como lengua "vulnerable" en el Libro Rojo de las Lenguas Amenazadas de la UNESCO.